# 宋廷訓
宋廷訓（？—1615年），字仰宇，號正吾，山東靖海衛官籍（文登县人）。明朝政治人物、進士出身。

## 生平
萬曆十三年（15825年）乙酉科舉人，十七年（1589年）己丑科進士，授户部主事。值西夏哱拜、刘东旸之乱，疏请视朝听讲，抑畏修省等事，督税淮关清江浦，尽革常例，丝毫不染，剔夙弊，政余课士讲学，以阐圣教。叙职列优，转户部正郎。寻以税绌受谪回籍，山居数载，足不入城市，当事重之。著有《孝经详解》、《小学概栝》、《儿训女箴》。萬曆四十年（1612年）起補刑部貴州司郎中，歴升山西布政使司參議，清操彻骨，未三年，政教翔洽。北上入觐，民遮送泣送。告歸，年余卒，乡人思其功德，祀乡贤。
明朝以少保丛兰、郎中林洙、参议宋廷训、知州刘必绍合称‘四君子’。丛兰以经济显，林洙以清节著，宋廷训、刘必绍服习理学、身体力行。‘四君子’余泽所被，熏染良深。延及国朝，百余年间，封疆大吏勋业烂然，出宰百里者亦慈惠可师，盖至乾嘉之际，流风犹未艾。”。

## 家族
曾祖宋潔，衛鎮撫。祖父宋奪。父宋廉徵。